# Mravenečník (Karkonosze)
Mravenečník – szczyt w Karkonoszach w obrębie Lasockiego Grzbietu.

## Opis
Położony na południowym zakończeniu Lasockiego Grzbietu. Wierzchołek Mravenečníka jest rozrogiem, od którego odchodzą grzbiety w trzech kierunkach. Ku północy ciągnie się Grzbiet Lasocki ze wzniesieniami Czepiel, Kopina, Łysocina. Ku wschodowi a później południowemu wschodowi odchodzi Žacléřský hřbet. Ku południowi krótki grzbiecik poprzez płytką przełęcz Rýchorský kříž łączy się z grzbietem Rýchory, w miejscu gdzie rozpościera się górska osada Rýchory.
Fragment północno-wschodnich zboczy Mravenečníka leży w granicach Polski.

## Zlewiska
Na północ od wierzchołka przechodzi dział wód pomiędzy zlewiskami Bałtyku i Morza Północnego. Północno-wschodnie stoki leżą w dorzeczu Bobru a pozostałe Úpy.

## Roślinność
Wierzchołek i stoki porośnięte lasami. W rejonie Rýchorského kříže i w niższych partiach zboczy rozciągają się łąki.

## Ochrona przyrody
Cała czeska część masywu leży w obrębie Parku Narodowego (Krkonošský národní park, KRNAP).

## Turystyka
Przez Mravenečník (na wschód od wierzchołka) przechodzą szlaki turystyczne:
- czerwony szlak z Trutnova na Przełęcz Okraj (Pomezní Boudy) – Cesta bratří Čapků
- szlak zielony z Žacléřa do Svobody nad Úpou
- niebieski szlak z Žacléřa do Rohu hranic